# Заложне
Зало́жне (рос. Заложное) — присілок у складі Варгашинського району Курганської області, Росія. Входить до складу Мостовської сільської ради.
Населення — 121 особа (2010, 138 у 2002).